# Maestría universitaria en ciencias

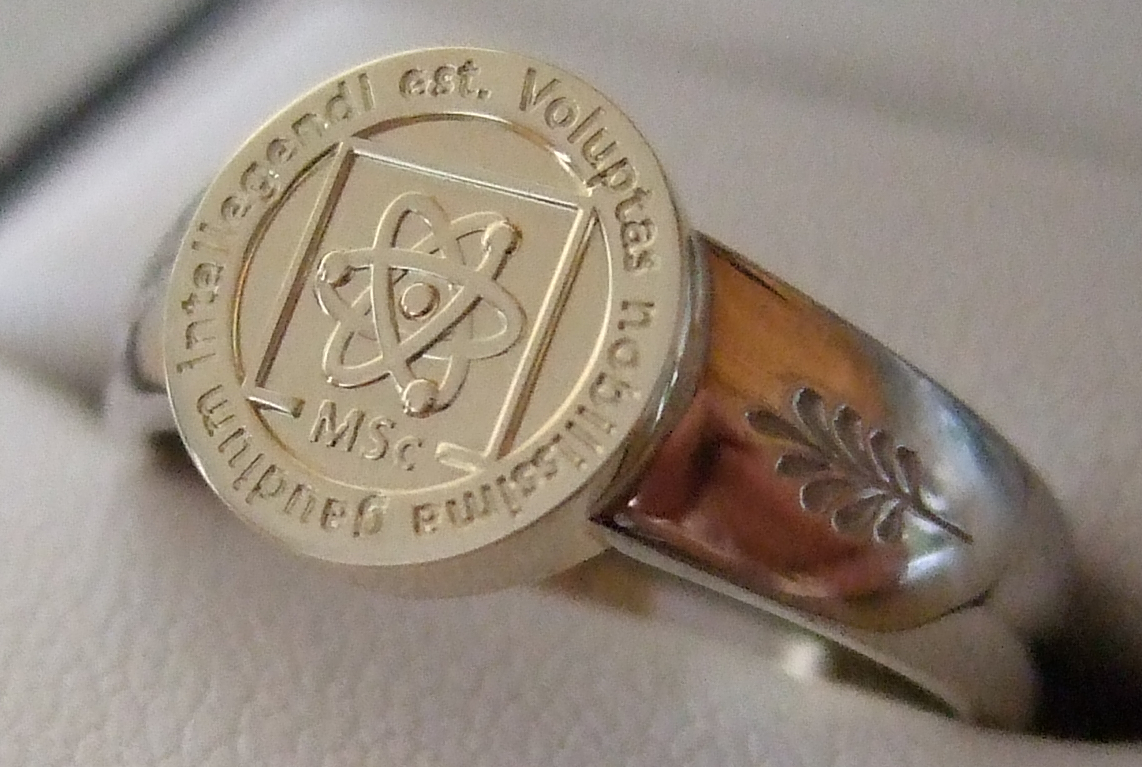
Un anillo de graduación con la designación de Maestría en Ciencias.

Una Maestría en Ciencias (en latín: Magister Scientiae; abreviado MS, MS, MSc, M.Sc., SM, SM, ScM o Sc.M.) es una maestría en el campo de la ciencia otorgada por universidades en muchos países o una persona con tal título. En contraste con la Maestría universitaria en letras, el título de Maestría en Ciencias generalmente se otorga para estudios en ciencias, ingeniería y medicina y generalmente es para programas que están más enfocados en materias científicas y matemáticas; sin embargo, diferentes universidades tienen diferentes convenciones y también pueden ofrecer el título para campos típicamente considerados dentro de las humanidades y las ciencias sociales. Si bien, en última instancia, depende del programa específico, obtener una Maestría en Ciencias generalmente incluye escribir una tesis.

## África
- Argelia: Argelia sigue el Proceso de Bolonia.
- Egipto: La Maestría en Ciencias (M.Sc.) es un título académico para candidatos de posgrado o investigadores, generalmente toma de 4 a 7 años después de aprobar la Licenciatura en Ciencias (B.Sc.). Los programas de maestría se otorgan en muchas ciencias en las universidades egipcias. La finalización del título requiere la finalización de estudios previos a la maestría seguidos de una tesis científica o investigación. Todos los M.Sc. Los titulares de títulos pueden dar un paso adelante en la trayectoria académica para obtener el título de doctorado.

## América Central
- Panamá: los requisitos son similares a los de América del Sur: posgrado de dos a cuatro años de duración, licenciatura requerida y defensa de una tesis de investigación.

## América del Norte
- Canadá: En Canadá, los títulos de Maestría en Ciencias (MSc) pueden estar completamente basados en cursos, completamente basados en investigación o (más típicamente) una mezcla. Los programas de maestría suelen tardar de uno a tres años en completarse y, a menudo, se requiere la realización de una tesis científica. La admisión a un programa de maestría está supeditada a la posesión de una licenciatura universitaria de cuatro años. Algunas universidades requieren una maestría para avanzar a un programa de doctorado (PhD).
  - Quebéc: En la provincia de Quebec, la Maestría en Ciencias sigue los mismos principios que en el resto de Canadá. Sin embargo, existe una excepción con respecto a la admisión a un programa de maestría. Dado que los estudiantes quebequenses completan dos o tres años de universidad antes de ingresar a la universidad, tienen la oportunidad de completar una licenciatura en tres años en lugar de cuatro. Algunos títulos de pregrado como el de Licenciatura en Educación y la Licenciatura en Ingeniería requieren cuatro años de estudio. Tras la obtención de su licenciatura, los estudiantes pueden ser admitidos en un programa de posgrado para eventualmente obtener una maestría.

Mientras que algunos estudiantes completan su programa de maestría, otros lo utilizan como un puente hacia los programas de investigación de doctorado. Después de un año de estudio e investigación en el programa de maestría, muchos estudiantes se vuelven elegibles para postularse directamente a un programa de Doctorado en Filosofía (Ph.D.), sin obtener el título de Maestría en Ciencias en primer lugar.
- Estados Unidos: El título de Maestría en Ciencias (Magister Scientiæ) es normalmente un título de dos años a tiempo completo que a menudo se abrevia "MS" o "MS". Es el tipo principal en la mayoría de las materias y puede estar completamente basado en cursos, completamente basado en investigación o (más típicamente) una combinación de los dos. La combinación a menudo implica escribir y defender una tesis o completar un proyecto de investigación que representa la culminación del material aprendido.

La admisión a un programa de maestría normalmente está supeditada a la obtención de una licenciatura y el progreso a un programa de doctorado puede requerir una maestría. En algunos campos o programas de posgrado, el trabajo en un doctorado puede comenzar inmediatamente después de la licenciatura. Algunos programas proporcionan una licenciatura y una maestría conjuntos después de unos cinco años. Algunas universidades usan los nombres de los títulos en latín y debido a la flexibilidad del orden de las palabras en latín, Artium Magister (AM) o Scientiæ Magister (SM o Sc.M.) se pueden usar en algunas instituciones.
- México: los requisitos son similares a los de América del Sur: posgrado de dos a cuatro años de duración, licenciatura requerida y defensa de una tesis de investigación.

## América del Sur
- Argentina, Brasil, Colombia, Ecuador, Perú, Uruguay y Venezuela: En estos países, la Maestría en Ciencias o Magíster es un posgrado de dos a cuatro años de duración. La admisión a un programa de maestría (español: Maestría; portugués: Mestrado) requiere la finalización completa de una licenciatura o título de grado de cuatro a cinco años.[2] Se requiere la defensa de una tesis de investigación. Todos los títulos de maestría califican para un programa de doctorado.
- Chile: Comúnmente las universidades chilenas han utilizado "Magíster" para una maestría, pero aparte de eso, es similar al resto de América del Sur.
- Guyana: En Guyana, todas las universidades, incluida la Universidad de Guyana, la Universidad Americana de Texila, la Escuela Internacional de Medicina Americana tienen cursos de Maestría en Ciencias como títulos de posgrado. Los estudiantes que hayan completado la licenciatura en ciencias son elegibles para estudiar en esta disciplina.

## Asia
- Bangladés: todas las universidades públicas y privadas de Bangladés tienen cursos de Maestría en Ciencias como posgrado. Estos incluyen la mayoría de las principales universidades estatales. Varias universidades privadas también ofrecen títulos de maestría. Después de aprobar la Licenciatura en Ciencias, cualquier estudiante es elegible para estudiar en esta disciplina.
- India: en India, las universidades ofrecen programas de maestría generalmente en la disciplina de las ciencias. Generalmente, los cursos científicos de posgrado conducen a la maestría, mientras que los cursos de ingeniería de posgrado conducen a la ME o MTech. Por ejemplo, una maestría en ingeniería automotriz normalmente sería un ME o MTech, mientras que una maestría en física sería una maestría. Algunas de las mejores universidades también ofrecen programas de pregrado que conducen a una maestría que se conoce como maestría integrada.

También se ofrece una Maestría en Ciencias en Ingeniería (MS.Engg.) En la India. Por lo general, se estructura como un título de investigación en ingeniería, menor que el doctorado y se considera paralelo a M.Phil., Licenciatura en Humanidades y Ciencias. Algunos institutos como IIT ofrecen una maestría para cursos de ingeniería de posgrado. Este grado se considera orientado a la investigación, mientras que el grado MTech o ME generalmente no es un título de investigación en la India. La maestría también es otorgada por varios IISER, que son uno de los mejores institutos de la India.
- Irán: en Irán, al igual que en Canadá, los títulos de Maestría en Ciencias (MSc) o en forma iraní Karshenasi-arshad pueden estar completamente basados en cursos, completamente basados en investigaciones o, más comúnmente, en una mezcla. Los programas de maestría suelen tardar de dos a tres años en completarse y, a menudo, se requiere la realización de una tesis científica.
- Israel: en Israel, la Maestría en Ciencias (MSc) puede estar completamente basada en cursos o incluir investigación. El programa es más comúnmente un programa de dos años y se requiere una tesis solo para títulos basados en investigación.
- Nepal: en Nepal, las universidades ofrecen la maestría en ciencias generalmente en áreas de ciencia e ingeniería. La Universidad de Tribhuvan ofrece una maestría en todos los cursos de ciencia e ingeniería. La Universidad de Pokhara ofrece ME para ingeniería y maestría en ciencias. La Universidad de Katmandú ofrece títulos de Maestría por Investigación y ME en ciencias e ingeniería.
- Pakistán: Pakistán heredó sus convenciones relativas a la educación superior del Reino Unido después de la independencia en 1947. El título de Maestría en Ciencias generalmente se abrevia como M.Sc. (como en el Reino Unido) y que se otorga después de 16 años de educación (equivalente a una licenciatura en los EE. UU. y muchos otros países). Recientemente, de conformidad con algunas de las reformas de la Comisión de Educación Superior de Pakistán (el organismo regulador de la educación superior en Pakistán), el título tradicional de Licenciatura en Ciencias (B.Sc.) de 2 años ha sido reemplazado por el de 4 años Licenciatura en Ciencias, que se abrevia como BS para habilitar los títulos de Pakistán con el resto del mundo.[cita requerida] Posteriormente, los estudiantes que aprueben una licenciatura de 4 años que se otorga después de 16 años de educación son elegibles para solicitar una maestría, que se considera a la par con la maestría en filosofía (M.Phil.).[cita requerida]
- Siria: La Maestría en Ciencias es un título que solo se puede estudiar en universidades públicas. El programa suele ser de 2 años, pero se puede ampliar a 3 o 4 años. El estudiante debe aprobar una licenciatura específica para asistir a un programa específico de maestría en ciencias. La maestría en ciencias es principalmente un título de investigación, a excepción de algunos tipos de programas que se llevan a cabo con la cooperación de universidades extranjeras. El estudiante generalmente asiste a cursos en el primer año del programa y luego debe preparar una tesis de investigación.

## Europa
- Alemania: Como todos los Estados miembros de la Unión Europea, Alemania sigue el Proceso de Bolonia. La Maestría en Ciencias (M.Sc.) en neurociencia en la Universidad de Bonn, el título académico reemplaza los programas de Diplom o Magister que alguna vez fueron comunes y que generalmente duraban de cuatro a cinco años. Se otorga en estudios relacionados con las ciencias con un alto porcentaje de matemáticas. Para la finalización, el estudiante debe acumular 300 créditos ECTS, por lo que la mayoría de los programas de maestría son programas de dos años con 120 créditos. Se requiere la realización de una tesis científica
- Chipre: Como todos los Estados miembros de la UE, la República de Chipre sigue el Proceso de Bolonia. Las universidades de Chipre han utilizado "Magíster Scientiae o Artium" o Master of Art / Science para una maestría con 90 a 120 ECTS y una duración de los estudios entre 1, 2 y 5 años.
- España: Como todos los Estados miembros de la UE, España sigue el Proceso de Bolonia. El título de Master of Science (MSc) es un programa reconocido oficialmente por el Ministerio de Educación español. Por lo general, implica 1 o 2 años de estudio a tiempo completo. Está dirigido a candidatos con experiencia previa que hayan finalizado recientemente sus estudios de pregrado. Se puede otorgar una maestría en todos los campos de estudio. Se requiere una maestría para avanzar a un doctorado. MSci, MPhil y DEA son equivalentes en España.
- Finlandia: Como todos los Estados miembros de la UE, Finlandia sigue el Proceso de Bolonia. El título académico de Maestría en Ciencias (M.Sc.) generalmente sigue a los estudios de Licenciatura en Ciencias (B.Sc.) que generalmente duran cinco años. Para completar los estudios de licenciatura y maestría, el estudiante debe acumular un total de 300 créditos ECTS, por lo que la mayoría de los programas de maestría son programas de dos años con 120 créditos. Se requiere la realización de una tesis científica.
- Irlanda: Como todos los Estados miembros de la UE, Irlanda sigue el Proceso de Bolonia. En Irlanda, la Maestría en Ciencias (MSc) puede estar basada en un curso con un componente de investigación o completamente basada en la investigación. El programa es más comúnmente un programa de un año y se requiere una tesis tanto para los títulos basados en cursos como para los basados en investigación.
- Italia: Como todos los Estados miembros de la UE, Italia sigue el Proceso de Bolonia. El título de Maestría en Ciencias se otorga en la forma italiana, Laurea Magistrale (anteriormente Laurea specialistica; antes de la introducción de la Laurea, el título correspondiente era Laurea quinquennale o Vecchio Ordinamento).
- Noruega: Noruega sigue el Proceso de Bolonia. Para la ingeniería, el título académico de Maestría en Ciencias se ha introducido recientemente y ha reemplazado las formas de premio anteriores "Sivilingeniør " (ingeniero, también conocido como maestro de ingeniería) y "Hovedfag" (maestro académico). Ambos fueron otorgados después de 5 años de estudios a nivel universitario y requirieron la realización de una tesis científica.

"Siv.ing", es un título protegido otorgado exclusivamente a estudiantes de ingeniería que completaron una educación de cinco años en la Universidad Noruega de Ciencia y Tecnología (noruego : Norges teknisk-naturvitenskapelige universitet, NTNU) u otras universidades. Históricamente, no hubo una licenciatura involucrada y el programa de hoy es una educación de maestría de cinco años. El título "Siv.ing" está en proceso de ser eliminado, reemplazado por (por ahora, complementado por) el "M.Sc." título. En general, "Siv.ing" es un título que se mantiene firmemente por el bien de la tradición. En el ámbito académico, el nuevo programa ofrece programas independientes de licenciatura y maestría de dos años. Se otorga en los campos de las ciencias naturales, las matemáticas y la informática. Se requiere la realización de una tesis científica. Todos los títulos de maestría están diseñados para certificar un nivel de educación y calificar para un programa de doctorado.
Master of Science in Business es el título en inglés para quienes obtienen un título superior en negocios, "Siviløkonom" en noruego. Además, existe, por ejemplo, la 'Maestría en Administración de Empresas' (MBA), una maestría en negocios con orientación práctica, pero con menos matemáticas y econometría, debido a sus requisitos de ingreso menos específicos y menor enfoque en la investigación.
- Países Bajos: Como todos los Estados miembros de la UE, Países Bajos sigue el Proceso de Bolonia. Sin embargo, un graduado que recibe el título de Master of Science (abreviado como MSc) solo puede usar los títulos holandeses otorgados anteriormente si el título es otorgado por una universidad de investigación, excluyendo notablemente el Master de HBO.[3]
  - ingenieur (abreviado como ir.) (para graduados que siguieron un programa técnico o agrícola)
  - meester (abreviado como mr.) (para graduados que siguieron un programa de derecho LLM)
  - doctorandus (abreviado como drs.) (en todos los demás casos).
- Polonia: Como todos los Estados miembros de la UE, Polonia sigue el Proceso de Bolonia. El equivalente polaco de Maestría en Ciencias es "magister" (abreviado "mgr", escrito pre-nominalmente muy parecido a "Dr"). A partir de 2001, los programas de maestría que suelen durar 5 años comenzaron a reemplazarse de la siguiente manera:
  - Programas de asociados de 3 años ( título de licenciatura denominado "licencjat" en polaco. Sin título ni prenominal abreviado).
  - Programas de ingeniería de 3,5 años (denominados "inżynier", utilizando la abreviatura pre-nominal "inż.")
  - Programas de maestría de 2 años abiertos tanto a "licencjat" como a "inż". graduados.
  - Los programas de maestría de 1.5 años están abiertos solo para "inż". graduados.

El título se otorga principalmente en ciencias naturales, matemáticas, informática, economía, así como en artes y otras disciplinas. Aquellos que se gradúan de un programa de ingeniería antes de obtener una maestría pueden usar el "mgr inż". pre-nominal ("ingeniero maestro"). Esto es más común en los campos de estudio de ingeniería y agricultura. Se requiere la defensa de una tesis de investigación. Todos los títulos de maestría en Polonia califican para un programa de doctorado.
- Reino Unido: La Maestría en Ciencias (MSc) es típicamente un título de posgrado impartido, que incluye conferencias, exámenes y una tesis de proyecto (normalmente ocupa un tercio del programa). Los programas de maestría generalmente implican un mínimo de 1 año de estudio a tiempo completo (180 créditos del Reino Unido, de los cuales 150 deben ser a nivel de maestría) y, a veces, hasta 2 años de estudio a tiempo completo (o el período equivalente a tiempo parcial).[4] Los títulos de maestría impartidos normalmente se clasifican en Aprobado, Mérito y Distinción (aunque algunas universidades no otorgan Mérito).[5] Algunas universidades también ofrecen programas de maestría por investigación, donde un proyecto más largo o un conjunto de proyectos se lleva a cabo a tiempo completo; los títulos de maestría por investigación normalmente son aprobados / reprobados, aunque algunas universidades pueden ofrecer una distinción.[6][7]

La más reciente Maestría en Ciencias (MSci o M.Sci.) (Maestría en Ciencias Naturales en la Universidad de Cambridge), es una maestría integrada de nivel universitario (UG) ofrecida por instituciones del Reino Unido desde la década de 1990. Se ofrece como un primer grado con los primeros tres (cuatro en Escocia) años similares a un curso de licenciatura y un último año (120 créditos del Reino Unido) a nivel de maestría, incluida una disertación. La calificación final de MSci está, por lo tanto, al mismo nivel que una maestría tradicional.
- República Checa, Eslovaquia: Como todos los Estados miembros de la UE, la República Checa y Eslovaquia siguen el Proceso de Bolonia. La República Checa y Eslovaquia utilizan dos sistemas de maestría. Ambos otorgan un título de Mons. o Ing. para ser usado antes del nombre. El sistema más antiguo requiere un programa de 5 años. El nuevo sistema toma solo 2 años pero requiere un programa de licenciatura de 3 años previamente completado (un título Bc. ). Se requiere escribir una tesis (tanto en el programa de maestría como en el de licenciatura) y también aprobar los exámenes finales. La mayoría de las veces ocurre que los exámenes finales cubren las principales áreas de estudio de todo el programa de estudios, es decir, se requiere que un estudiante demuestre sus conocimientos en muchas materias a las que asistió durante las 2 resp. 3 años.
- Rusia: El título de "maestro" fue introducido por Alejandro I el 24 de enero de 1803. El maestro tenía una posición intermedia entre el candidato y el médico según el decreto "Acerca de la estructura de los colegios". El máster fue abolido de 1917 a 1934. Rusia sigue el Proceso de Bolonia para la educación superior en Europa desde 2011.
- Suecia: Como todos los Estados miembros de la UE, Suecia sigue el Proceso de Bolonia. El título académico de Maestría en Ciencias, como en Alemania, se ha introducido recientemente en Suecia. Los estudiantes que estudian programas de Maestría en Ciencias en Ingeniería son recompensados tanto con la Maestría en Ciencias en Inglés como con el equivalente sueco "Teknologisk masterexamen". Mientras que "Civilingenjör" es una educación de al menos cinco años.[9]
- Sureste de Europa: En los países eslavos del sureste europeo (especialmente en las antiguas repúblicas yugoslavas), el sistema educativo se basó en gran medida en el sistema universitario alemán (en gran parte debido a la presencia e influencia del Imperio Austro-Húngaro[6] en la región). Antes de la implementación del proceso de Bolonia, los estudios académicos universitarios comprendían un programa de diplomado de 4-5 años de duración, al que podía seguir un programa de Magister de 2-4 años de duración y, posteriormente, con estudios de Doctorado de 2-4 años de duración.

Después de la implementación del Proceso de Bolonia, nuevamente basado en la implementación alemana, los títulos y programas de Diplomado fueron reemplazados por el M.Sc. y programas de maestría (según el campo de estudio). Los estudios están estructurados de tal manera que un programa de Máster tiene una duración suficiente para que el alumno acumule un total de 300 créditos ECTS, por lo que su duración dependería de una cantidad de créditos adquiridos durante los estudios de Licenciatura. Los programas de Magister anteriores a Bolonia se abandonaron: después de obtener un título de M.Sc / MA y satisfacer otros requisitos académicos, el estudiante puede proceder a obtener un título de Doctor en Filosofía directamente.

## Oceanía
- Australia: Las universidades australianas suelen tener cursos o cursos de maestría en ciencias basados en la investigación para estudiantes graduados. Por lo general, tienen una duración de 1 a 2 años a tiempo completo, con diferentes cantidades de investigación involucradas.

- Nueva Zelanda: Las universidades de Nueva Zelanda comúnmente tienen cursos o cursos de Maestría en Ciencias basados en la investigación para estudiantes graduados. Por lo general, se ejecutan durante 2 años a tiempo completo, con diferentes cantidades de investigación involucradas.